# Rafa Mir
Rafa Mir (Cartagena, 1997. június 18. –) spanyol válogatott labdarúgó, a Valencia játékosa kölcsönben a Sevilla csapatától.

## Pályafutása

### Klubcsapatokban
Mir a spanyolországi Cartagena városában született. Az ifjúsági pályafutását a Javalí Nuevo, az ElPozo Murcia ás a Ranero csapataiban kezdte, majd a Barcelona, a Murcia és a Valencia akadémiájánál folytatta.
2015-ben mutatkozott be a Valencia tartalékcsapatában és első osztályban szereplő felnőtt csapatában is. 2018-ban az angol másodosztályban érdekelt Wolwerhampton Wanderershez igazolt. Először a 2018. január 6-ai, Swansea City ellen 0–0-ás döntetlennel zárult FA-kupa mérkőzés 77. percében, Léo Bonatinit váltva lépett pályára. A ligába 2018. január 13-ai, Barnsley ellen szintén 0–0-ás döntetlennel zárult találkozón debütált. 2018 és 2021 között az angol Nottingham Forest, illetve a spanyol Las Palmas és Huesca csapatainál szerepelt kölcsönben.
2021. augusztus 20-án hatéves szerződést kötött a Sevilla együttesével. Először a 2021. augusztus 23-ai, Getafe ellen 1–0-ra megnyert bajnoki 67. percében, Óscar Rodríguez cseréjeként lépett pályára. Első gólját 2021. szeptember 22-én, a Valencia ellen hazai pályán 3–1-es győzelemmel zárult mérkőzésen szerezte meg.
2024. július 11-én 5 millió eurós vételi opcióval kölcsönben visszatért a Valencia csapatához.

### A válogatottban
Mir az U21-es és U23-as korosztályú válogatottakban is képviselte Spanyolországot.
2021-ben debütált az olimpiai labdarúgócsapatban. Először a 2021. július 22-ei, Egyiptom ellen 0–0-ás döntetlennel zárult mérkőzés 68. percében, Mikel Oyarzabalt váltva lépett pályára. 2021. július 31-én, Elefántcsontpart ellen 5–2-re megnyert találkozón mesterhármast szerzett.

## Családja
Apja, Magín Mir többek közt a Espanyol és a Murcia csapataiban is játszott.

## Statisztikák
2023. május 4. szerint
| Klub                           | Szezon   | Osztály            | Bajnokság | Bajnokság | Kupa és Ligakupa | Kupa és Ligakupa | Nemzetközi | Nemzetközi | Összesen | Összesen |
| Klub                           | Szezon   | Osztály            | Meccs     | Gól       | Meccs            | Gól              | Meccs      | Gól        | Meccs    | Gól      |
| ------------------------------ | -------- | ------------------ | --------- | --------- | ---------------- | ---------------- | ---------- | ---------- | -------- | -------- |
| Valencia B                     | 2014–15  | Segunda División B | 4         | 1         | 0                | 0                | —          | —          | 4        | 1        |
| Valencia B                     | 2015–16  | Segunda División B | 2         | 0         | 0                | 0                | —          | —          | 2        | 0        |
| Valencia B                     | 2016–17  | Segunda División B | 35        | 9         | 0                | 0                | —          | —          | 35       | 9        |
| Valencia B                     | 2017–18  | Segunda División B | 19        | 15        | 0                | 0                | —          | —          | 19       | 15       |
| Valencia B                     | Összesen | Összesen           | 60        | 25        | 0                | 0                | 0          | 0          | 60       | 25       |
| Valencia                       | 2015–16  | La Liga            | 0         | 0         | 1                | 0                | —          | —          | 1        | 0        |
| Valencia                       | 2016–17  | La Liga            | 2         | 0         | 3                | 0                | —          | —          | 5        | 0        |
| Valencia                       | Összesen | Összesen           | 2         | 0         | 4                | 0                | 0          | 0          | 6        | 0        |
| Wolwerhampton Wanderers        | 2017–18  | Championship       | 2         | 0         | 2                | 0                | —          | —          | 4        | 0        |
| Las Palmas (kölcsönben)        | 2018–19  | Segunda División   | 30        | 7         | 0                | 0                | —          | —          | 30       | 7        |
| Nottingham Forest (kölcsönben) | 2019–20  | Championship       | 11        | 0         | 2                | 0                | —          | —          | 13       | 0        |
| Huesca (kölcsönben)            | 2019–20  | Segunda División   | 18        | 9         | 0                | 0                | —          | —          | 18       | 9        |
| Huesca (kölcsönben)            | 2020–21  | La Liga            | 38        | 13        | 1                | 3                | —          | —          | 39       | 16       |
| Huesca (kölcsönben)            | Összesen | Összesen           | 56        | 22        | 1                | 3                | 0          | 0          | 57       | 25       |
| Sevilla                        | 2021–22  | La Liga            | 34        | 10        | 4                | 2                | 9          | 1          | 47       | 13       |
| Sevilla                        | 2022–23  | La Liga            | 21        | 4         | 4                | 1                | 6          | 1          | 31       | 6        |
| Sevilla                        | Összesen | Összesen           | 55        | 14        | 8                | 3                | 15         | 2          | 78       | 19       |
| Összesen                       | Összesen | Összesen           | 216       | 68        | 17               | 6                | 15         | 2          | 248      | 76       |

## Sikerei, díjai
Sevilla
- Európa-liga
  - Győztes (1): 2022–23

Huesca
- Segunda División
  - Győztes (1): 2019–20

Wolverhampton Wanderers
- Championship
  - Győztes (1): 2017–18

Spanyol U21-es válogatott
- U21-es EB
  - Győztes (1): 2019

Spanyol olimpiai csapat
- Nyári Olimpiai Játékok – Labdarúgás
  - Ezüstérmes (1): 2020